# František Bednář

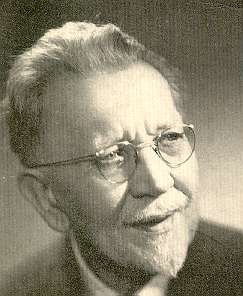
František Bednář

František Bednář (* 10. Juli 1884 in Vír (Mähren); † 11. Juli 1963 in Prag) war ein tschechischer evangelischer Pfarrer und Theologe.

## Leben
Bednář arbeitete in den Jahren 1909 bis 1912 als Vikar, anschließend bis 1919 als Pfarrer in Valašské Klobouky und anschließend bis 1927 in der Pfarrei Kliment in Prag. 1922 wurde er zum Dozenten an der evangelisch-theologischen Hus-Fakultät Prag berufen. Seine Professur übte er hier bis 1952 aus. Während dieser Zeit war er zweimal Dekan der Fakultät.

## Lehre
Seine praktisch-theoretischen Ansichten, die eine Lehre, wie sie die Institution der Kirche verbreitet, verneint, publizierte Bednář in einigen theologischen Schriften und Artikeln. Er lehrte, dass es wichtig sei, die Schriften des Christentums zu studieren, anstatt die Interpretationen der Kirche. Er lehnte die angewandten Methoden nicht schlichtweg ab, forderte aber deren Erfüllung, damit die praktische Theologie die gegenwärtige Situation des Christentums mit Sinn füllt.
Bednář erweiterte die praktische Theologie um Disziplinen, die man unter dem Begriff Versuch der Durchsetzung des nicht-kirchlichen Christentums in der Welt zusammenfassen kann. In weiteren Werken setzte er sich mit dem Kirchenrecht auseinander, lenkte seine Aufmerksamkeit auf soziale Fragen.
Bednář zeigte großes Interesse für die Geschichte. Er verfasste eine Denkschrift über den Bischof der Brüder-Unität Jan Augusta sowie Artikel über die Geschichte der Unität.

## Werke
- Dějiny evangelického reformovaného sboru v Kloboukách u Brna, 1915
- Sbírka zákonů a nařízení ve věcech náboženských a církevních, 1920
- Snahy o řešení sociální otázky v novodobém protestantismu, 1923
- Památník Českobratrské církve evangelické, 1924
- Toleranční patent. Jeho vznik a význam, 1931
- Zápas moravských evangelíků o náboženskou svobodu v l. 1777–1781, 1931
- Zmatené lidstvo a protestantismus, 1934
- Církev a stát, 1934
- Jiskry v temnu, 1938. Sborníky:  Evangelické církve v bojích dneška, Ročenka Husovy fakulty (RHF) 1932–33, 1934
- Náboženské názory tolerančních evangelíků na Moravě, Reformační sb. 1935
- Poslání církve v krisích národů, RHF 1937–38
- Křesťanství a dnešní světová revoluce, RHF 1938–46, 1947. Čas. přísp.:  Protestantismus a sociální otázka, Kalich (K) 1922
- Vliv soudobých myšlenkových proudů na vybudování praktického bohosloví, K 1927–28
- O poměru církve a státu, K 1930
- Myšlenkové základy revolučních politických systémů v Evropě, K 1937
- Mezi mírem a válkou, K 1938
- Praktická theologie, K 1940
- Laici v práci Jednoty bratrské, K 1942. Edice: Modlitby otců, 1930
- Památce superintendenta dr. F. Císaře (s E. Havelkou), 1932
- Jan Augusta: Umění práce díla Páně služebného, 1941
- Jakub Bílek: Jan Augusta v letech samoty. Paměti, 1942
- Havla Žalanského Knížka o služebnosti, Reformační sb. 1946
- Jana Blahoslava Naučení mládencům, 1947.

## Bibliografie
- J. Smolik: Vedecka prace prof. F. Bednare
- R. Rican: Literarni prace prof. dr. F. Bednare z oboru cirkevnich dejin